# Tetrablemma loebli
Tetrablemma loebli là một loài nhện trong họ Tetrablemmidae.
Loài này thuộc chi Tetrablemma. Tetrablemma loebli được Bourne miêu tả năm 1980.